# Aura (woreda)
Aura je jedna od 31 worede u regiji Afar u Etiopiji. Predstavlja dio Upravne zone 4. Aura se graniči na jugozapadu s Ewom, na zapadu s Gulinom, na sjeveru s Teruom, a na istoku s Upravnom zonom 1. Glavno naselje Aure je Derayitu.
Prema podacima Središnje statističke agencije iz 2005. godine, ova woreda je imala procijenjenih 22.917 stanovnika, od čega 10.717 muškaraca i 12.200 žena; 229 ili 01% stanovništva su živjeli u gradu, što je manje od prosjeka Zone koji iznosi 1,6%. Nema podataka o površini Aure, pa se ne može izračunati gustoća stanovništva.